# Wakefield (Massachusetts)
Wakefield est une ville du Massachusetts située dans le comté de Middlesex, aux États-Unis et qui fait partie du Grand Boston. Lors du recensement de 2010, la ville comptait 24 932 habitants.

## Histoire
Le village de Lynn est fondé en 1638, puis est renommé Reading en 1644 avec la construction de la première église et du premier moulin.
La société Rattan qui fabriquait des meubles en osier, est fondée en 1856 par Cyrus Wakefield. Celui-ci décide de construire un hôtel de ville  et en remerciement la ville prend son nom.
En 2002, le massacre de Wakefield (en) a lieu dans la ville. Michael McDermott tue 7 employés de la société Edgewater avec un fusil d'assaut Kalachnikov et un fusil à pompe. Durant son procès, il explique qu'il avait voyagé dans le temps et croyait tuer Adolf Hitler. Cependant, les enquêtes policières sur son ordinateur ont montré des recherches approfondies sur « comment simuler la folie ». Il est condamné à 7 peines de prison à vie consécutives. L'émission télévisée Démoniaques s'est notamment intéressée au personnage.

## Démographie
| année | population | évolution |
| ----- | ---------- | --------- |
| 1870  | 4 135      | N/A       |
| 1880  | 5 547      | +34,1 %   |
| 1890  | 6 982      | +25,9 %   |
| 1900  | 9 290      | +33,1 %   |
| 1910  | 11 404     | +22,8 %   |
| 1920  | 13 025     | +14,2 %   |
| 1930  | 16 318     | +25,3 %   |
| 1940  | 16 223     | −0,6 %    |
| 1950  | 19 633     | +21,0 %   |
| 1960  | 24 295     | +23,7 %   |
| 1970  | 25 402     | +4,6 %    |
| 1980  | 24 895     | −2,0 %    |
| 1990  | 24 825     | −0,3 %    |
| 2000  | 24 804     | −0,1 %    |
| 2010  | 24 932     | +0,5 %    |

## Répartition de la population

### Origines
Lors d'une étude menée en 2007/2008, la population de Wakefield était composée, selon ses origines : 
- 33 % Irlando-Américains
- 28,5 % Italo-Américains
- 13,4 % Anglo-Américains
- 6,3 % Franco-Américains de France
- 5,5 % Germano-Américains
- 4,8 % Franco-Américains de Nouvelle-France

### Foyers
Selon le recensement de 2010, la ville comptait 9 994 foyers, répartis comme suit :
- 28,3 % (2 825) ménage avec enfants de moins de 18 ans
- 52,7 % (5 265) ménage sans enfant
- 3,2 % (323) homme seul
- 9,6 % (959) femme seule

La taille moyenne d'un ménage est 2,47 et la taille moyenne d'une famille est 3,07.

### Âge
L'âge moyen était de 41,9 ans en 2010 : 40,6 pour les hommes et 43,0 pour les femmes.
La pyramide des âges se répartit comme suit en 2010 :
| classe d'âges  | Nombre | Pourcentage |
| -------------- | ------ | ----------- |
| moins de 5 ans | 1401   | 5,6 %       |
| 5 à 9 ans      | 1478   | 5,9 %       |
| 10 à 14 ans    | 1534   | 6,2 %       |
| 15 à 19 ans    | 1365   | 5,5 %       |
| 20 à 24 ans    | 1176   | 4,7 %       |
| 25 à 29 ans    | 1530   | 6,1 %       |
| 30 à 34 ans    | 1534   | 6,2 %       |
| 35 à 39 ans    | 1705   | 6,8 %       |
| 40 à 44 ans    | 1981   | 7,9 %       |
| 45 à 49 ans    | 2137   | 8,6 %       |
| 50 à 54 ans    | 2066   | 8,3 %       |
| 55 à 59 ans    | 1816   | 7,3 %       |
| 60 à 64 ans    | 1538   | 6,2 %       |
| 65 à 69 ans    | 1039   | 4,2 %       |
| 70 à 74 ans    | 811    | 3,3 %       |
| 75 à 79 ans    | 633    | 2,5 %       |
| 80 à 84 ans    | 607    | 2,4 %       |
| plus de 85 ans | 581    | 2,3 %       |

## Climat
| Mois                         | Janvier | Février | Mars | Avril | Mai  | Juin | Juillet | Août | Septembre | Octobre | Novembre | Décembre | Annuellement |
| ---------------------------- | ------- | ------- | ---- | ----- | ---- | ---- | ------- | ---- | --------- | ------- | -------- | -------- | ------------ |
| Température maximale (°C)    | 2       | 3       | 8    | 13    | 19   | 25   | 28      | 27   | 23        | 17      | 11       | 4        | 15           |
| Température minimale (°C)    | −9      | −8      | −3   | 2     | 7    | 12   | 16      | 15   | 10        | 4       | −1       | −6       | 3            |
| Précipitations moyennes (mm) | 110.7   | 90.7    | 111  | 105.9 | 97.8 | 92.5 | 93      | 88.9 | 97        | 113.5   | 117.9    | 110.7    | 1227.1       |

## Transports
La ville est desservie par le MBTA Commuter Rail, ainsi que par différentes lignes de bus. L'U.S. Route 1 est un axe majeur qui passe non loin de la ville. La Massachusetts Route 128 qui contourne Boston, passe par la ville de Wakefield.

## Galerie

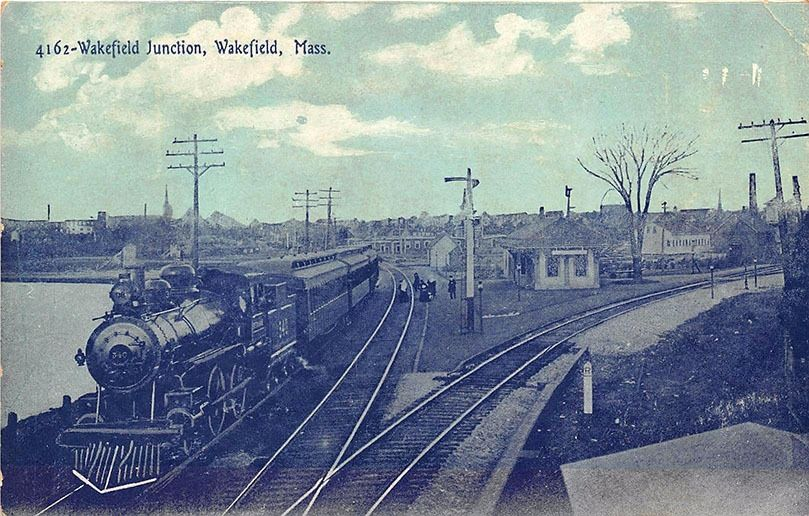
Le croisement de voies ferrées de Wakefield, représenté sur une carte postale de 1913.
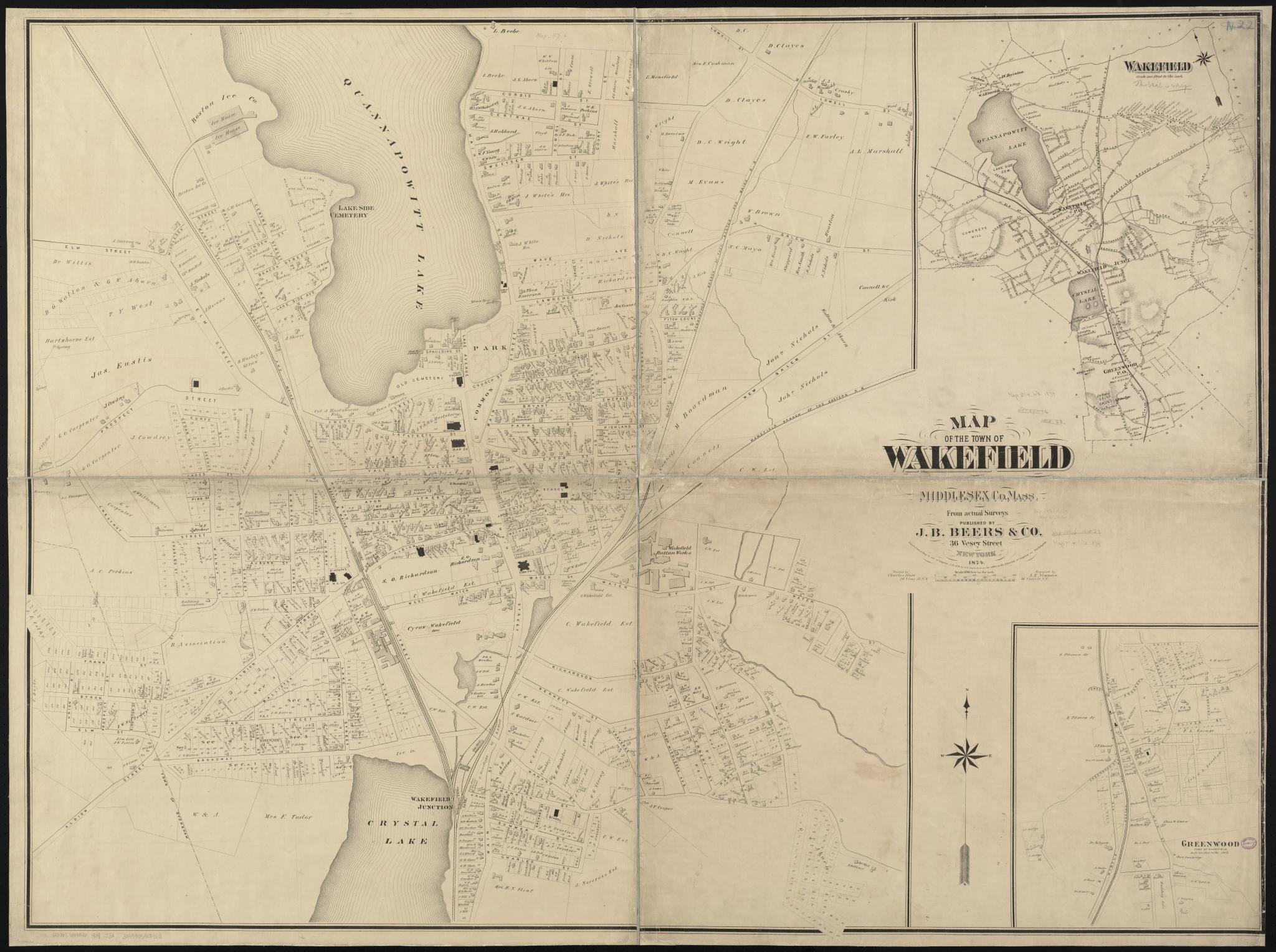
Carte de la ville datant de 1874.
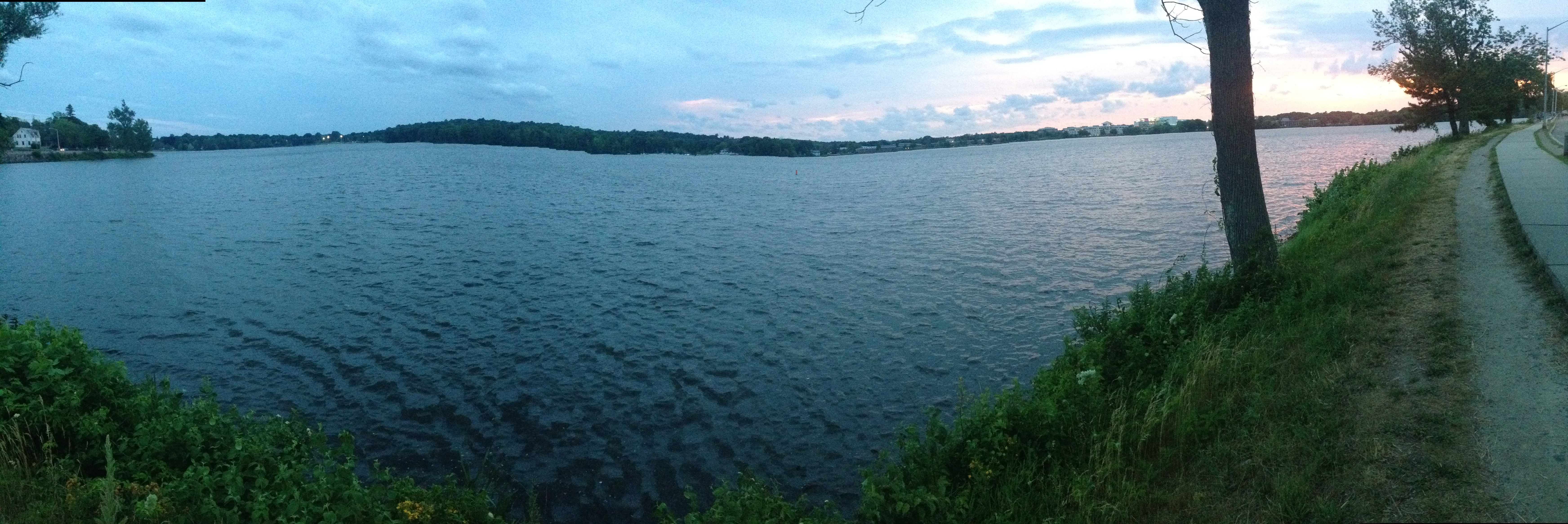
Vue du lac Quannapowitt.
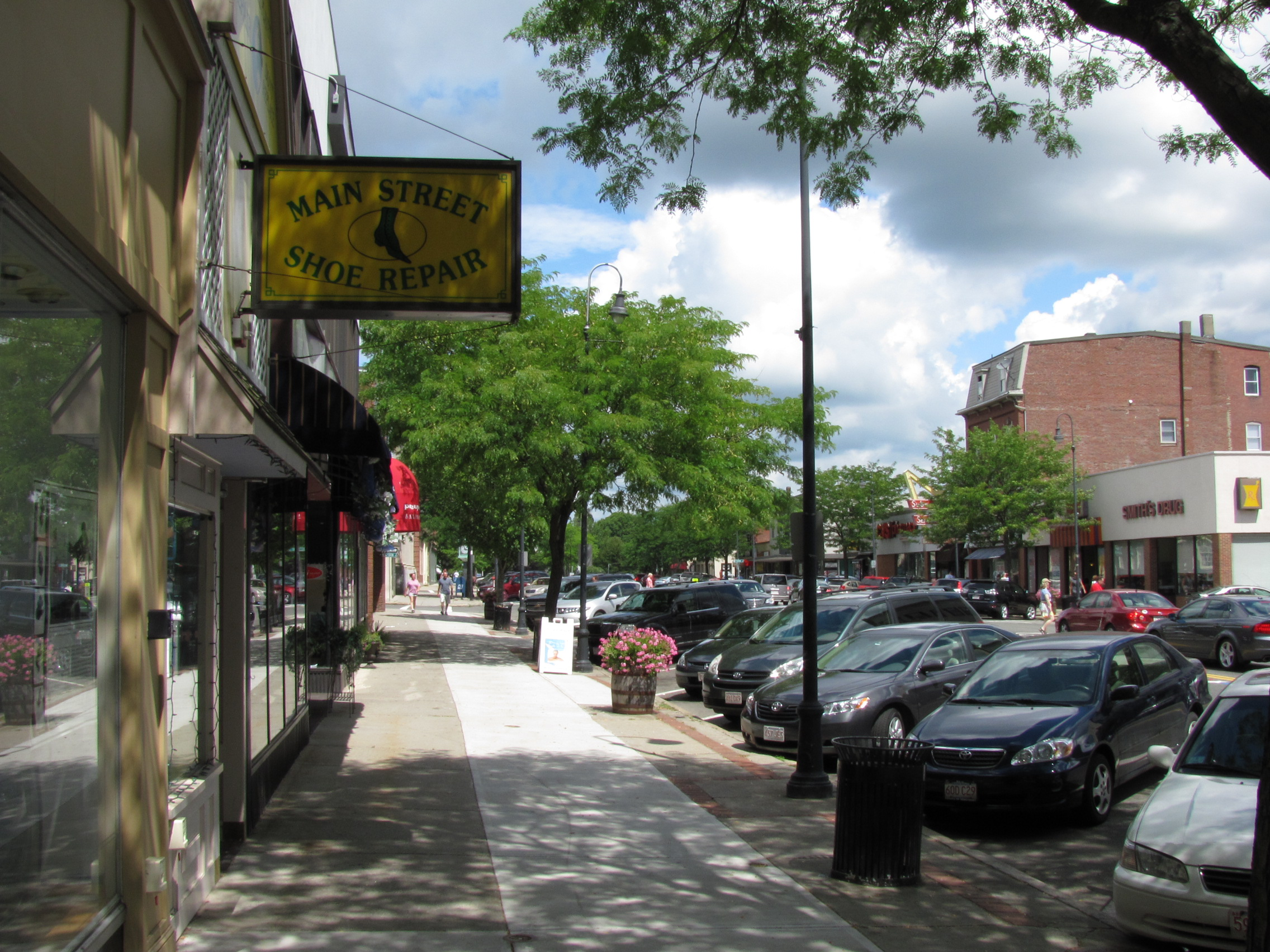
La rue principale de la ville.